# Polyalthia amischocarpa
Polyalthia amischocarpa este o specie de plante din genul Polyalthia, familia Annonaceae, descrisă de Ian Mark Turner. Conform Catalogue of Life specia Polyalthia amischocarpa nu are subspecii cunoscute.